# رود آنگو
رود آنگو (روسی: Анго) یک رود در استان ماگادان کشور روسیه است.